# Sea Diamond
Die Sea Diamond war ein ursprünglich als Fährschiff in Dienst gestelltes Kreuzfahrtschiff von Louis Cruise Lines, das unter griechischer Flagge fuhr. Sie lief Anfang April 2007 in der Nähe des Hafens Athinios der Kykladen-Insel Thira (Santorin) im Ägäischen Meer auf Grund und sank.

## Geschichte
Als Fähre wurde das Schiff 1986 von der finnischen Werft Valmet Oy an die Birka Line als Birka Princess abgeliefert. Da sie vornehmlich im Bereich der Fährkreuzfahrten in der Ostsee eingesetzt wurde, erhielt sie beim Bau die zweithöchste finnische Eisklasse A1. 1999 wurde sie von der Lloyd Werft in Bremerhaven vom Fährschiff in ein reines Passagierschiff umgebaut und 2006 an die maltesische „Elona Maritime Company“ verkauft. Bereedert wurde das Schiff durch die Core Marine in Piräus, die das Schiff für Louis Cruise Lines betrieb. Das Schiff wurde von Louis Cruise Lines für mehrtägige Kreuzfahrten in der Ägäis eingesetzt.

### Havarie

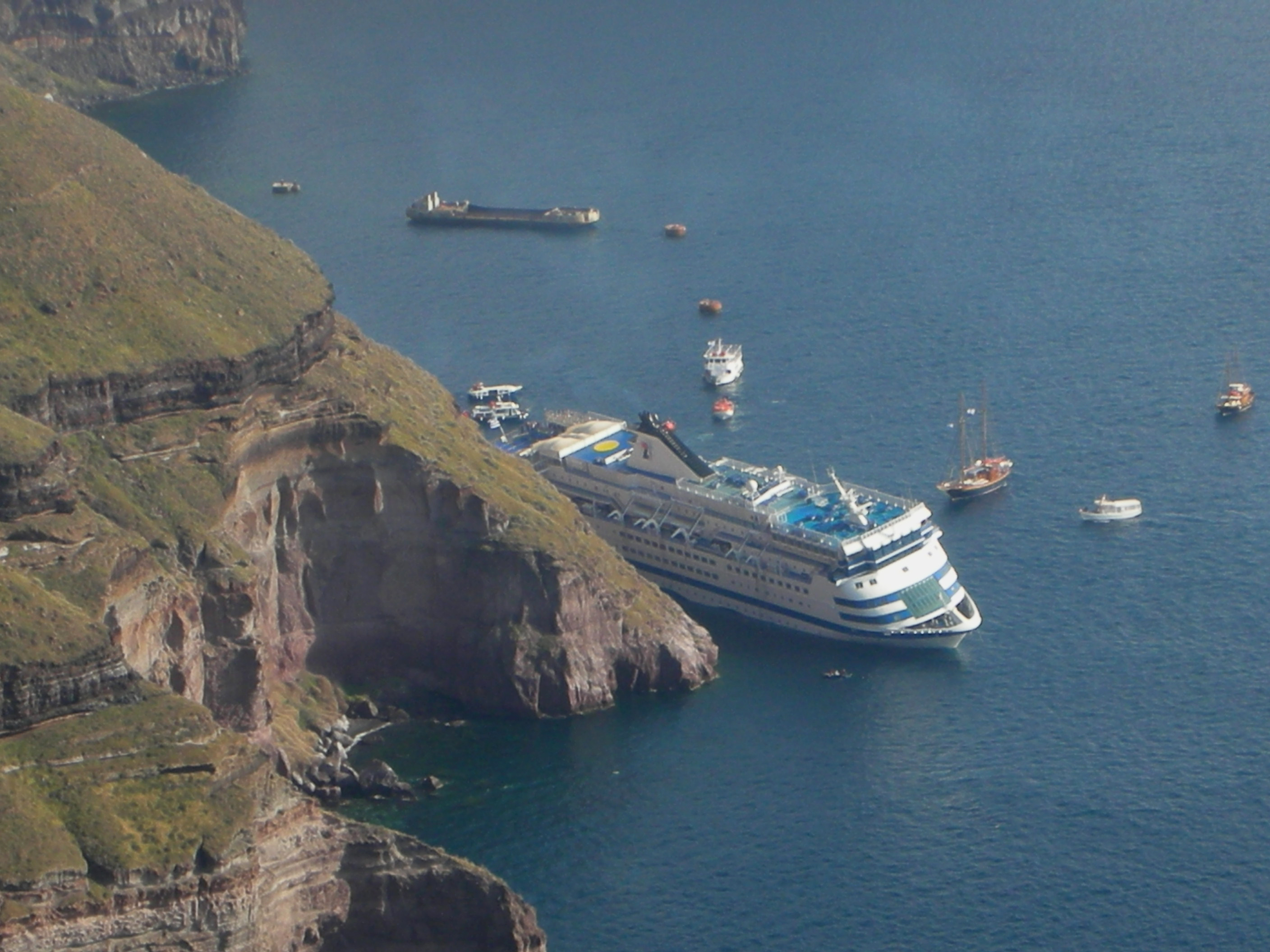
Krängendes Wrack (5. April 2007)

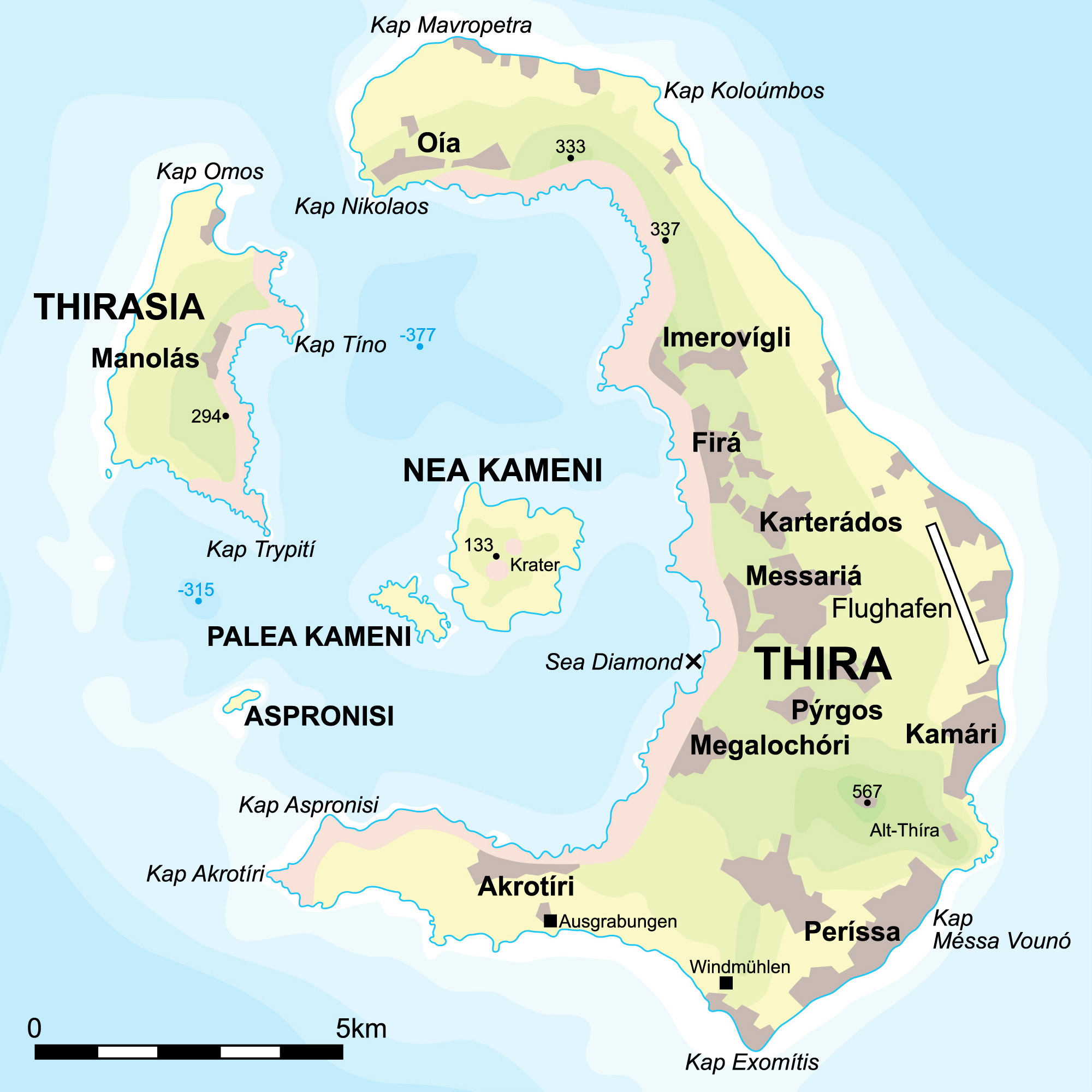
Lage des Wracks

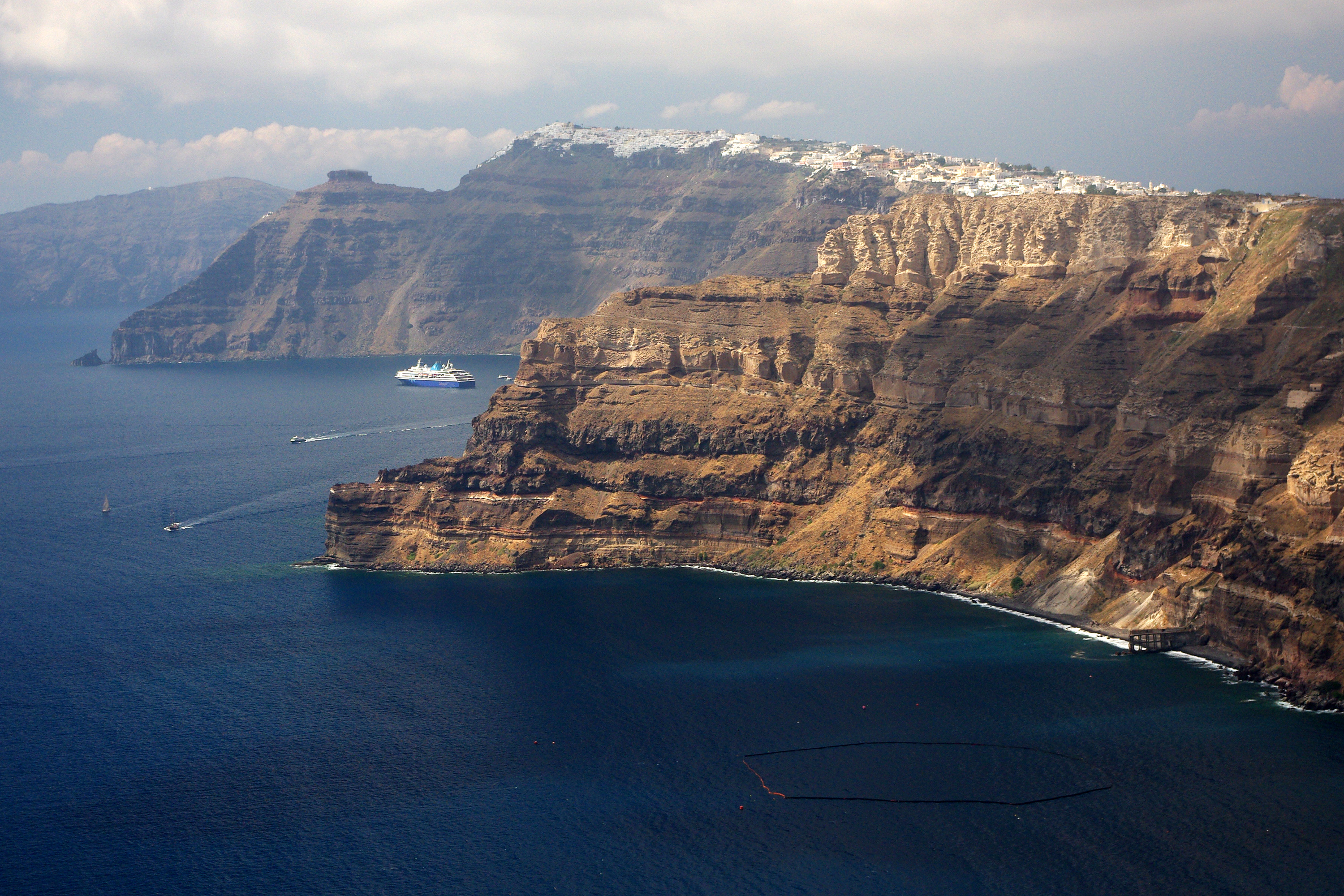
Ölsperren über dem Wrack (2015)

Am 5. April 2007 gegen 16:00 Uhr kollidierte die Sea Diamond bei gutem Wetter und ruhiger See beim Manövrieren in der Caldera von Santorin mit einem Unterwasserriff. Es gibt widersprüchliche Berichte über den genauen Ort, entweder östlich der Mittelinsel Nea Kameni oder 200 m westlich vor dem Hauptort Thíra. Durch das einströmende Wasser krängte das Schiff um mehr als 10 Grad, stabilisierte sich jedoch, nachdem die Schotten geschlossen wurden.
Der Havarist wurde von dem Riff Richtung Osten heruntergeschleppt, was mancherorts als Fehler betrachtet wird, denn nach ca. 2,5 Seemeilen Schleppfahrt in südwestliche Richtung von der Unfallstelle hätte das Schiff dort vielleicht durch eine gezielte Strandung zwischen Nea Kameni und Palea Kameni auf der dortigen weitgehend konstanten Tiefe von 20 Metern gerettet werden können.
Am Morgen des 6. April 2007 sank das Schiff vor dem Hauptort Thíra. Der Kapitän nannte starke Strömungen, die das Schiff auf das Riff gedrückt hätten, als Grund für die Havarie.
Die Reederei gab zunächst an, dass alle 1.167 Passagiere sowie die 391 Besatzungsmitglieder gerettet und nach Santorin gebracht werden konnten. Zwei französische Passagiere, ein 45-jähriger Mann und seine 16-jährige Tochter, blieben jedoch vermisst. Tauchgänge in das Schiff und zu der Kabine der Passagiere brachten keine Erkenntnis über den Verbleib der Vermissten. Die Ehefrau und der 4-jährige Sohn konnten gerettet werden.
Das Wrack der Sea Diamond liegt in einer Tiefe von 60 m (Bug) bis 150 m (Heck) auf einem unterseeischen Hang.

### Folgen
Gegen den Kapitän wurde wegen Fahrlässigkeit ermittelt. Er sowie drei weitere Besatzungsmitglieder wurden festgenommen. Ein Bericht, der am 10. April 2007 vom griechischen Handelsschifffahrtsministerium veröffentlicht wurde, geht unter anderem von menschlichem Versagen aus. Anfang November 2007 wurde bekannt, dass eine fehlerhafte Seekarte Teil der Gründe für das Unglück gewesen sein könnte. So hatten Sachverständige festgestellt, dass das Riff sich, anders als in der Seekarte ausgewiesen, nicht nur bis auf 57 Meter, sondern bis auf 131 Meter vor der Küste der Insel erstreckte. Auch stimmten die Tiefenangaben in der Seekarte offenbar nicht.
Nach vier Monaten Strafprozessdauer sind Ende Juli/Anfang August 2013 acht Verantwortliche von einem Gericht in Piräus in erster Instanz zu Haftstrafen verurteilt worden, alle legten Berufung ein. Als Hauptverantwortlicher wurde der Kapitän verurteilt zu zwölf Jahren Haft, die Anderen, darunter ein Vertreter des Schiffseigners, zu zwei bis acht Jahren. Vier andere Angeklagte, darunter drei Besatzungsmitglieder, wurden freigesprochen. Im Berufungsverfahren wurden fünf Angeklagte freigesprochen, der Touristische Direktor und der Erste Offizier bekamen Bewährungsstrafen von drei Jahren bzw. 26 Monaten. Die Haftstrafe des Kapitäns wurde von zwölf Jahren auf fünf Jahre reduziert und nach griechischem Recht hatte er die Möglichkeit, sich für fünf Euro pro Tag von der Haft freizukaufen, so dass die Haft durch Zahlung von €9,125 abgelöst wurde.
Die Vermessungsbehörde aktualisierte ihre Seekarten, wies aber jede Schuld am Unfall zurück, da festgestellt wurde, dass das elektronische Lot des Schiffs zum Zeitpunkt des Unglücks abgeschaltet war. 
Am 24. Juni 2008 wurde das Wrack durch die EU-Kommission auf Drängen von Umweltkommissar Stavros Dimas zu Müll erklärt. Dadurch können die griechische Regierung und die Reederei über europäisches Umweltrecht gerichtlich belangt werden, wenn sie längerfristig eine Verschmutzung mit Giftmüll zulassen. Im Juni 2009 wurde das Öl aus dem Wrack abgepumpt, das Wrack wurde aber noch nicht geborgen. 2017 erklärte der Minister für die Handelsmarine, dass das Schiff geborgen werden solle, ein Zeitplan liegt aber nicht vor (Stand: Juni 2019).

## Galerie
Bilder der ursprünglichen Birka Princess eine Woche nach ihrer Jungfernfahrt im April 1986.

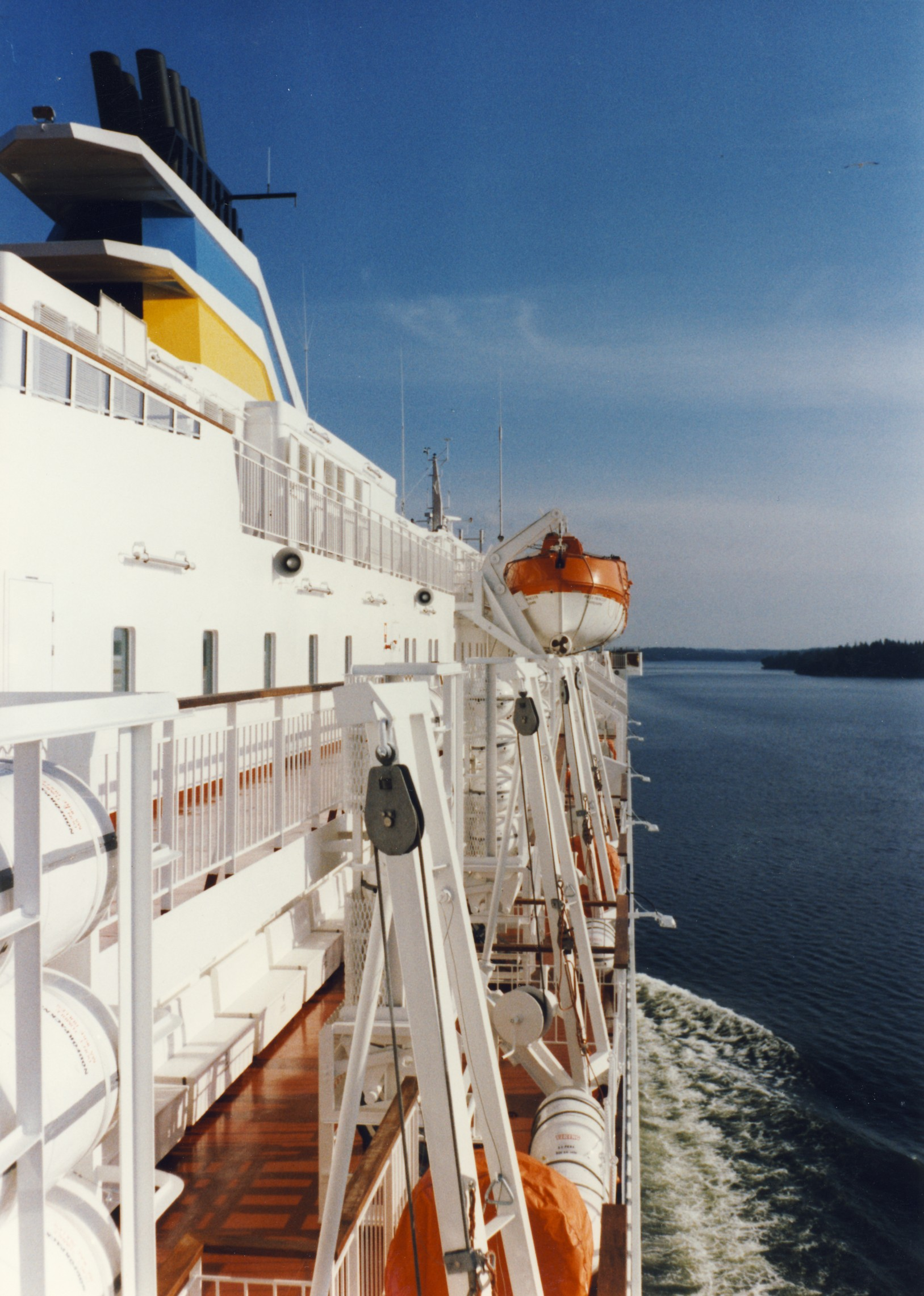
Birka Princess im Åländer Meer
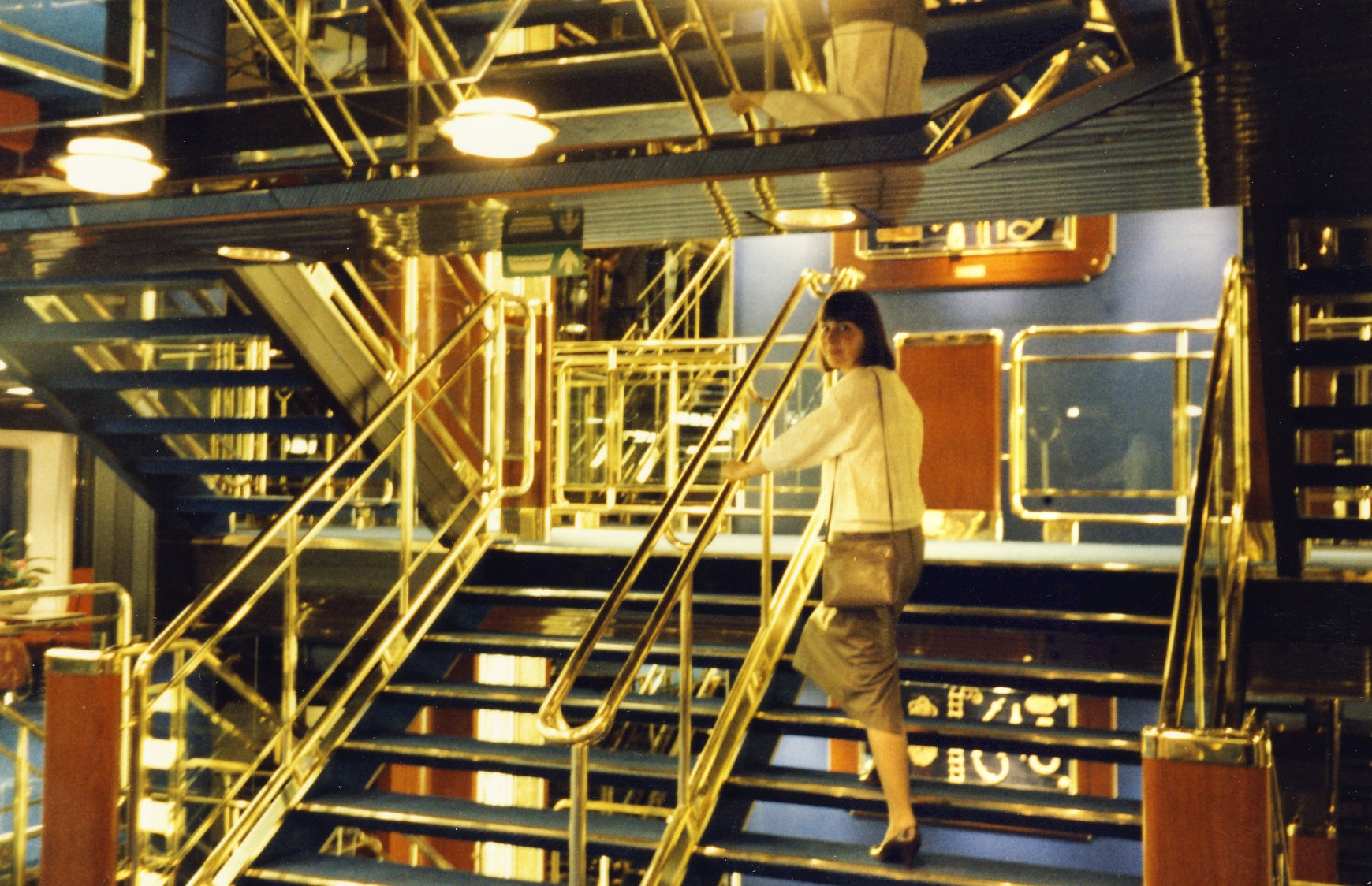
Birka Princess Haupttreppe
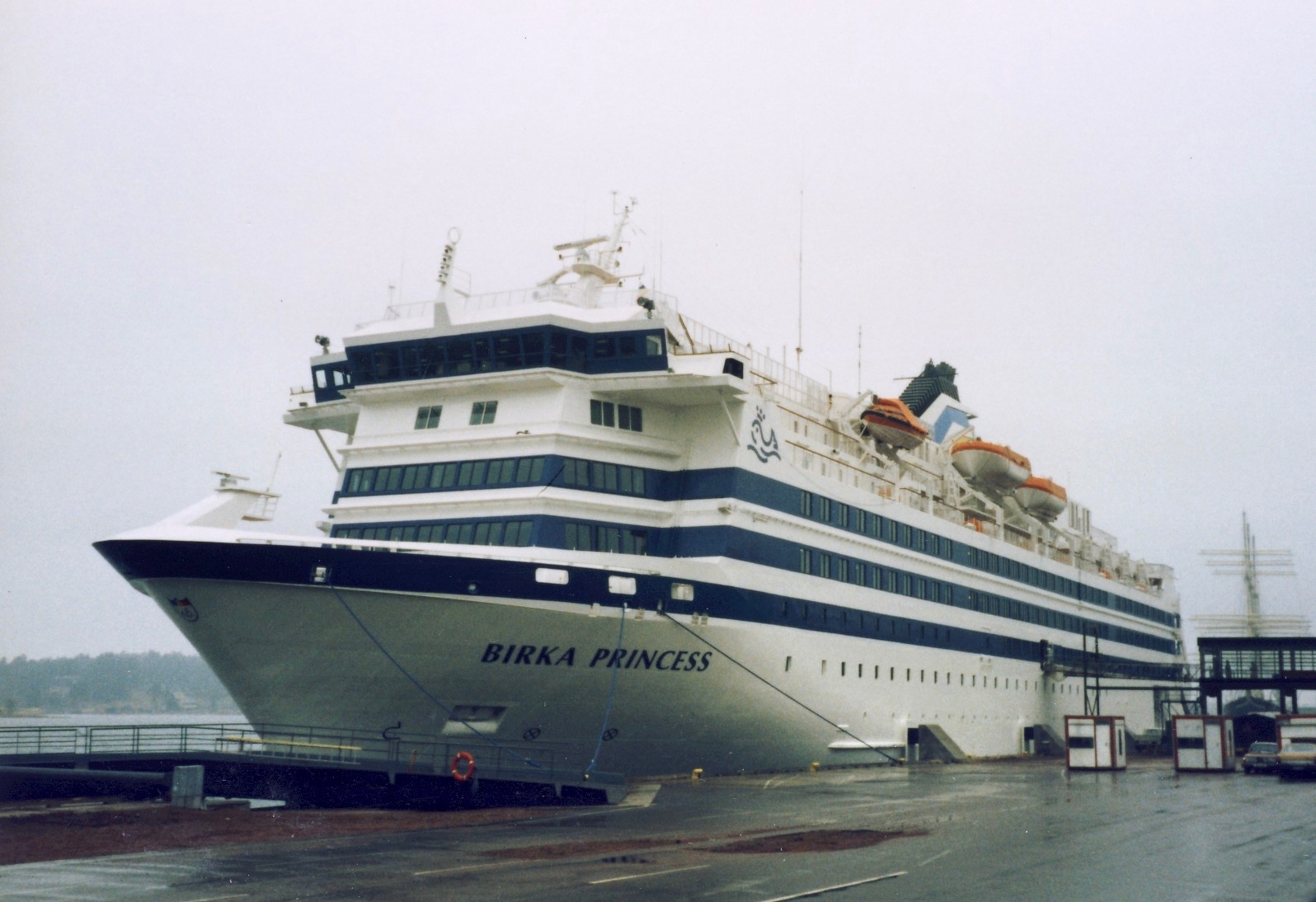
Birka Princess am Kai in Mariehamn